# Praxis (theologie)
Met praxis wordt in de religieuze context het geheel aan handelingen bedoeld die in een bepaalde ritus van de gelovigen of aanhangers wordt verwacht.
Het andere luik is de geloofsbelijdenis.